# بنی حواء
بنی حواء (به عربی: بنی حواء) یک شهرداری در الجزایر است که در استان الشلف واقع شده‌است. بنی حواء ۱۷٬۶۰۲ نفر جمعیت دارد.